# Пейзаж с Полифемом
«Пейзаж с Полифемом» (фр. Paysage avec Polyphème) — картина французского художника Никола Пуссена из собрания Государственного Эрмитажа.
Картина иллюстрирует эпизод из «Метаморфоз» Овидия — песнь циклопа Полифема, обращённая к его возлюбленной морской нимфе Галатее (XIII, 770—869):

После того как у ног положил он сосну, что служила

Палкой пастушьей ему и годилась бы смело на мачту, 

Взял он перстами свирель, из сотни скреплённую дудок, 

И услыхали его деревенские посвисты горы, 

И услыхали ручьи. В тени, за скалою укрывшись, 

С Акидом нежилась я и внимательным слухом ловила

Издали песни слова, и память мне их сохранила. 

«Ты, Галатея, белей лепестков белоснежной лигустры. 

Вешних цветущих лугов и выше ольхи длинноствольной, 

Ты светлей хрусталя, молодого игривей козлёнка! 

Глаже ты раковин тех, что весь век обтираются морем; 

Зимнего солнца милей, отрадней, чем летние тени; 

Гордых платанов стройней, деревьев щедрее плодовых; 

Льдинки прозрачнее ты; винограда поспевшего слаще…» 

(XIII, 782—795; пер. с лат. С. В. Шервинского)

Картина была написана в 1649 году по заказу лионского банкира Жана Пуантеля; после смерти Пуантеля картина была продана неизвестному покупателю. В 1692 году картина числилась в собрании финансиста Ж. Нейре де ла Равуа в Париже; сам Равуа скончался в 1701 году и дальнейшая судьба его имущества не установлена. В 1714 году картина упоминается в описании «Кабинета искусства», составленном после смерти советника президиума Шателе в Париже Ш. Лемуана де Ренмулена; в той же описи присутствует и другая картина Пуссена «Пейзаж с Геркулесом и Какусом». В 1716 году обе картины обозначены в брачном контракте дочери Лемуана Мари Франсуазы, вышедшей замуж за Жана Бутеру д’Обиньи. Их единственная дочь и наследница Аделаида-Жанна-Франсуаза впоследствии стала женой Луи де Конфлана маркиза д’Армантьера и соответственно картины оказались в его собрании. В 1772 году обе картины при посредничестве Д. Дидро были куплены императрицей Екатериной II для Эрмитажа. В очерке истории картинной коллекции Эрмитажа В. Ф. Левинсон-Лессинг отмечал, что «Дидро удаётся сделать совершенно случайно блестящее приобретение» и приводит выдержку из письма Дидро Франсуа Троншену от 17 июля 1772 года, где сам Дидро следующим образом изложил историю покупки:

«Надо мной живёт управляющий маркиза де Конфлана. Этот маркиз игрок; в одну из последних ночей он проигрался в пух и прах, и, обратив внимание на висевших у него двух великолепных Пуссенов, которых он никогда не замечал, он позвал своего управляющего: „Домениль, — сказал он, — продай мне это, так как в эту минуту мне больше нужны деньги, чем картины“. Домениль предлагает их мне; их видит Менажо; я приобретаю их за 1000 экю за пару; их чистят, и после расчистки Менажо предлагает мне 10000 франков, и я узнаю, что они принадлежали ранее г. д’Армантьеру».

Вторая картина, упомянутая Дидро, — «Пейзаж с Геркулесом и Какусом»; ныне она находится в Пушкинском музее.
В старых каталогах Эрмитажа картина называлась по-разному: «Большой пейзаж с фигурами» (рукописный каталог 1773 года), «Сицилийский пейзаж. Полифем» (каталог 1863 года), «Исторический пейзаж» (каталог 1916 года), но в комментариях всегда оговаривалось что изображён Полифем.
Картина выставляется в Зимнем дворце в зале 279.
1649 год в качестве даты написания картины не вызывал возражений вплоть до 1960 года — в том году картина находилась на большой персональной выставке работ Пуссена в Лувре, и тогда специалисты обратили внимание что «Пейзаж с Полифемом» мог быть парным к «Пейзажу с Геркулесом и Какусом» (156 × 202 см) из Пушкинского музея, который, в свою очередь, датируется около 1660 года и, соответственно была высказана гипотеза, что эрмитажная картина была выполнена одновременно с московской. В качестве возможной пары к эрмитажной картине назывался и «Пейзаж с Орионом (Слепой Орион в поисках восходящего солнца)» (119 × 183 см) из Метрополитен-музея, исполненный в 1658 году. Однако поскольку все названные картины имеют разные размеры и стилистические отличия, то версии об их парности и датах написания были быстро отвергнуты. Впоследствии тщательное изучение провенанса картин также показало, что ни московская, ни нью-йоркская картины никогда не принадлежали Пуантелю — опись его собрания была опубликована в 1978 году. А в 1988 году была изучена инвентарная опись собрания Нейре де ла Равуа — и в ней также значилась только эрмитажная картина. Московская и петербургская картины были сведены в пару случайным образом: оказавшись в собрании Лемуана, они вместе прошли через собрания Бутеру д’Обиньи и Конфлана и были выкуплены для Эрмитажа («Пейзаж с Геркулесом и Какусом» в 1930 году был передан из Эрмитажа в Пушкинский музей).
В 1983 году Е. Ф. Кожиной было высказано предположение, что парной мог быть «Пейзаж с Орфеем и Эвридикой» из Лувра — этот пейзаж также был написан по заказу Пуантеля. По её мнению, луврское полотно имеет такой же размер, что и «Пейзаж с Полифемом». Однако это не так, картина из Лувра имеет существенно отличный размер — 124 × 200 см и создана позже (около 1650—1653 годов). По её мнению (в переложении Н. К. Серебрянной), «имелась … смысловая и эмоциональная связь, которая часто существует между полотнами Пуссена. Оба пейзажа посвящены образам античной мифологии, объединены темой идиллии, которая внезапно трагически обрывается». Также она считает, что в письме Дидро Троншену упоминалась луврская картина, а не московская.
Американский искусствовед Клэр Пейс следующим образом интерпретировала сюжет картины:

Пейзаж Пуссена с Полифемом содержит явные намеки на Золотой Век, одним из персонажей которого считается циклоп. Полифем, оплакивая свою любовь к Галатее, как бы вырастает из возвышающейся горы — горы Этна на Сицилии. Обработка земли (на среднем плане) относится к Серебряному веку и обозначает плодородие и изобилие. Золотой век обычно находится в далеком прошлом — «потерянная земля» — но четвёртая эклога «Буколик» Вергилия предсказывает будущее возвращение Золотого века, связанное с Сатурном и Астреей. Здесь можно предположить аналогии с более поздним представлением стоиков о циклических процессах природы, которые, по-видимому, лежит в основе многих мифологических пейзажей Пуссена.

Существует несколько старинных копий картины, одна из них в XIX веке находилась в музее Прадо и считалась эскизом; её современное местонахождение неизвестно. Ещё одна копия 3 марта 2016 года проходила на торгах аукционного дома Wannenes в Генуе, причём организаторы аукциона не смогли идентифицировать картину-прототип и в качестве автора указали неизвестного римского художника XVIII века (холст, масло, 48 × 73 см).
В 1984 году Министерством связи СССР была выпущена почтовая марка с репродукцией этой картины, номинал марки — 50 копеек (№ 5577 по каталогу ЦФА).